# Sovjetski (Chanto-Mansië)
Sovjetski (Russisch: Советский) is een stad onder jurisdictie van het district Sovjetski in het Russische autonome district Chanto-Mansië (oblast Tjoemen). De stad ligt in het noordoosten van West-Siberië op het West-Siberisch Laagland op ongeveer 470 kilometer ten westen van Chanty-Mansiejsk. Sovjetski had 23.230 inwoners bij de volkstelling van 2002 tegen 21.123 bij de volkstelling van 1989.

## Geschiedenis
Sovjetski werd gesticht in 1963 als een arbeidersnederzetting bij het spoorstation Verchnekondinskaja aan de spoorlijn van Ivdel naar Priobje, die toen werd aangelegd voor de openstelling van nieuwe bosbouwgebieden, waaraan de unie toen een groot gebrek had. Bij de stad werd een bosbouwbedrijf (lespromchoz) opgericht. In 1996 kreeg Sovjetski de status van stad onder districtsjurisdictie.

## Economie en transport
De belangrijkste economische sectoren van de stad worden gevormd door een bosbouwbedrijf (Sovjetskles, met aanverwante bedrijven, zoals een timmerbedrijf, zaagmolen, meubelbedrijf, ed.) en de olie-industrie (Oerajneftegaz van LUKoil).
Bij de stad, die tussen de stad Joegorsk en de plaats Zelenoborsk in ligt, bevindt zich het spoorstation Verchnekondinskaja, het grootste spoorwegknooppunt aan de lijn van Priobje naar Ivdel, waarover het hout wordt vervoerd naar steden als Serov, Jekaterinenburg en Perm. Bij de stad bevindt zich de spooraftakking naar Agirisj. De stad heeft haar eigen vliegveld, luchthaven Sovjetski, waarvanuit gevlogen wordt naar de grootste Russische steden en in de zomer ook op zomerbestemmingen.

## Cultuur
Sinds 1985 bevindt zich een museum annex tentoonstellingscentrum over het district met als zwaartepunt en archeologie, etnografie en moderne geschiedenis van het district.
Bestuurlijk centrum: Chanty-Mansiejsk

Belojarski · Joegorsk · Kogalym · Langepas · Ljantor · Megion · Neftejoegansk · Nizjnevartovsk · Njagan · Nokatsji · Oeraj · Pyt-Jach · Radoezjny · Sovjetski · Soergoet